# Muille-Villette
Muille-Villette település Franciaországban, Somme megyében. Lakosainak száma 790 fő (2022. január 1.). Muille-Villette Golancourt, Brouchy, Eppeville, Esmery-Hallon és Ham községekkel határos.
A muille-villette-i német katonai temető (Deutscher Soldatenfriedhof Muille-Villette) egy első világháborús sírkert a településnél található.

## Képek

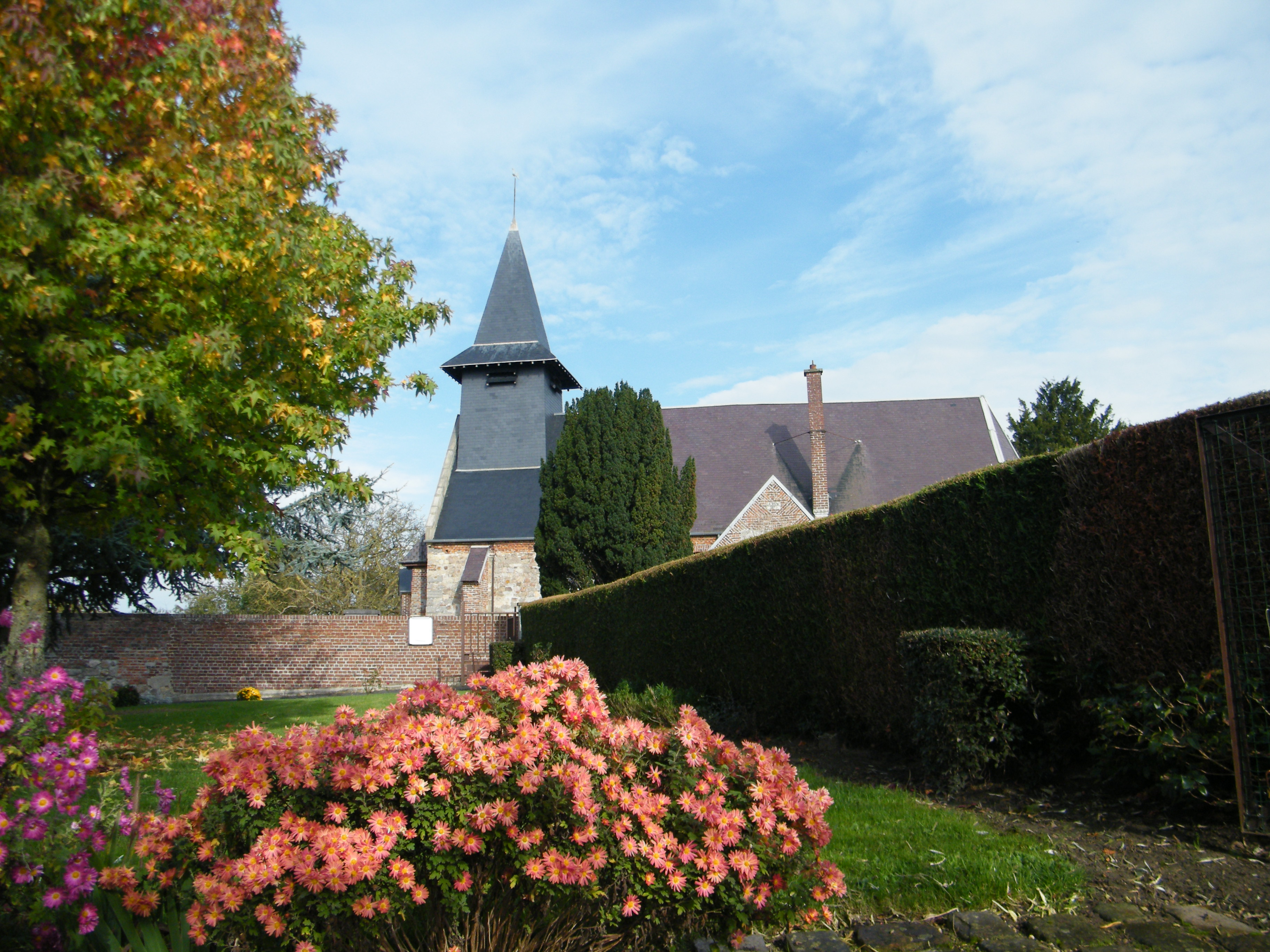
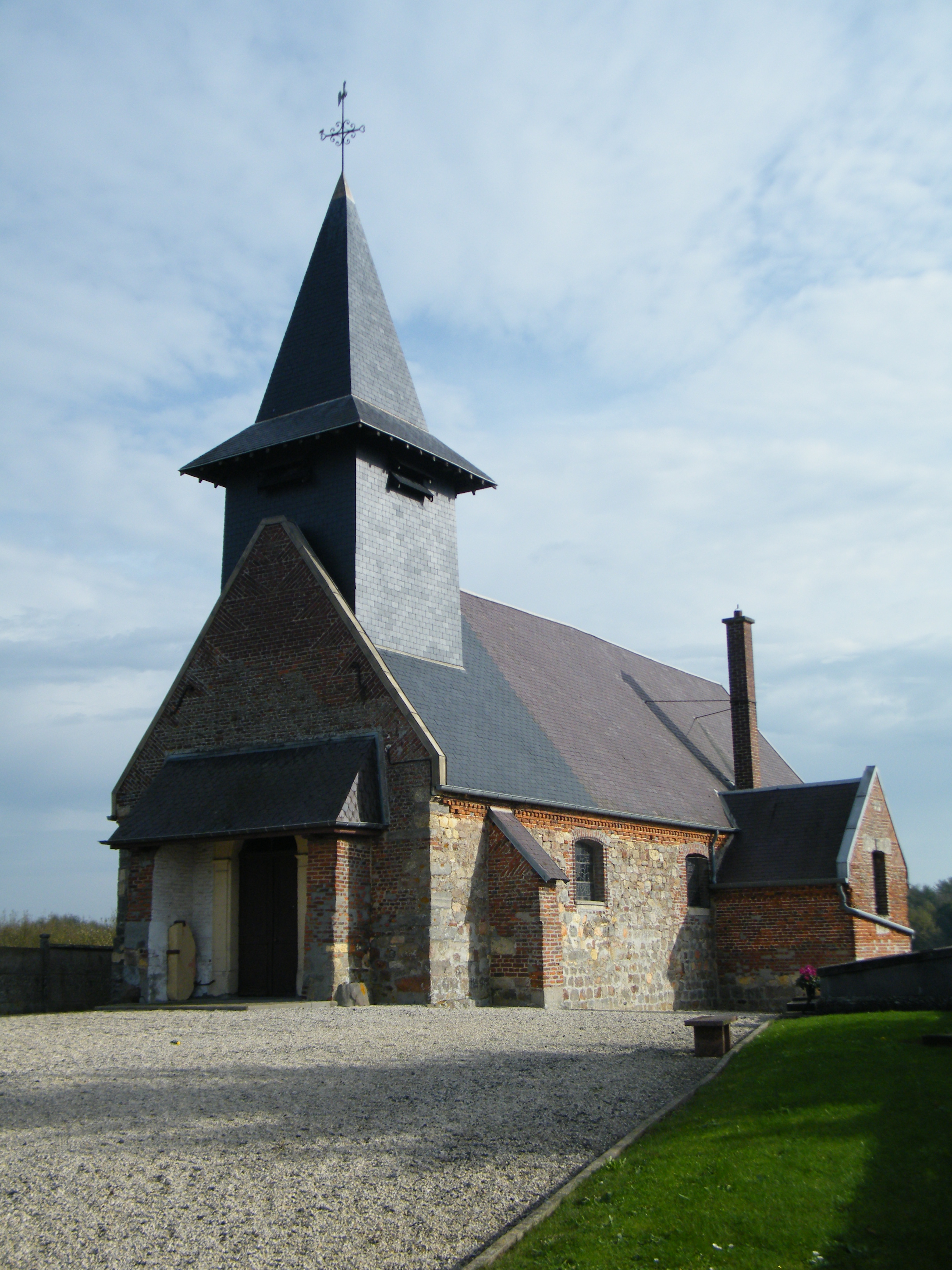
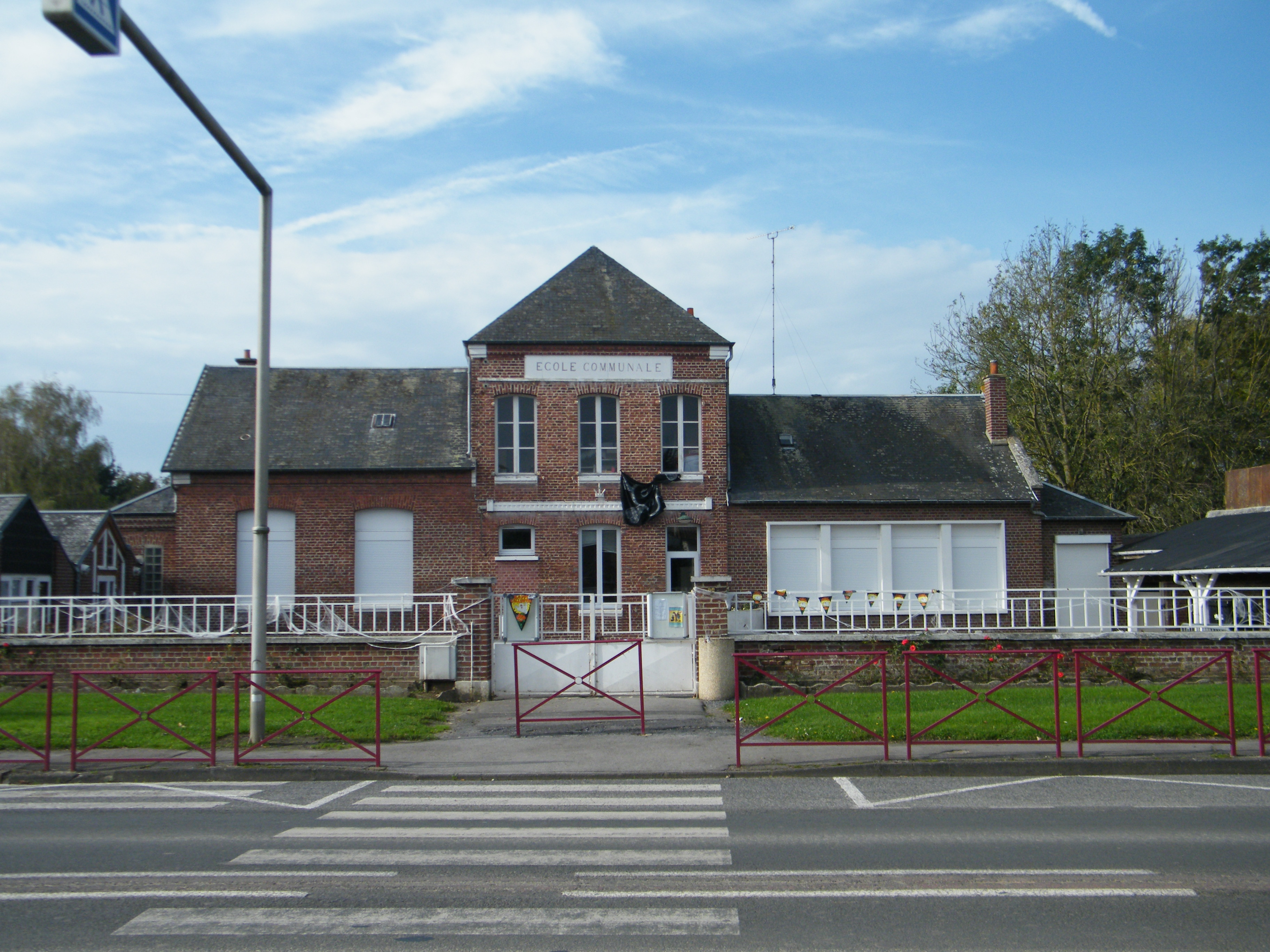
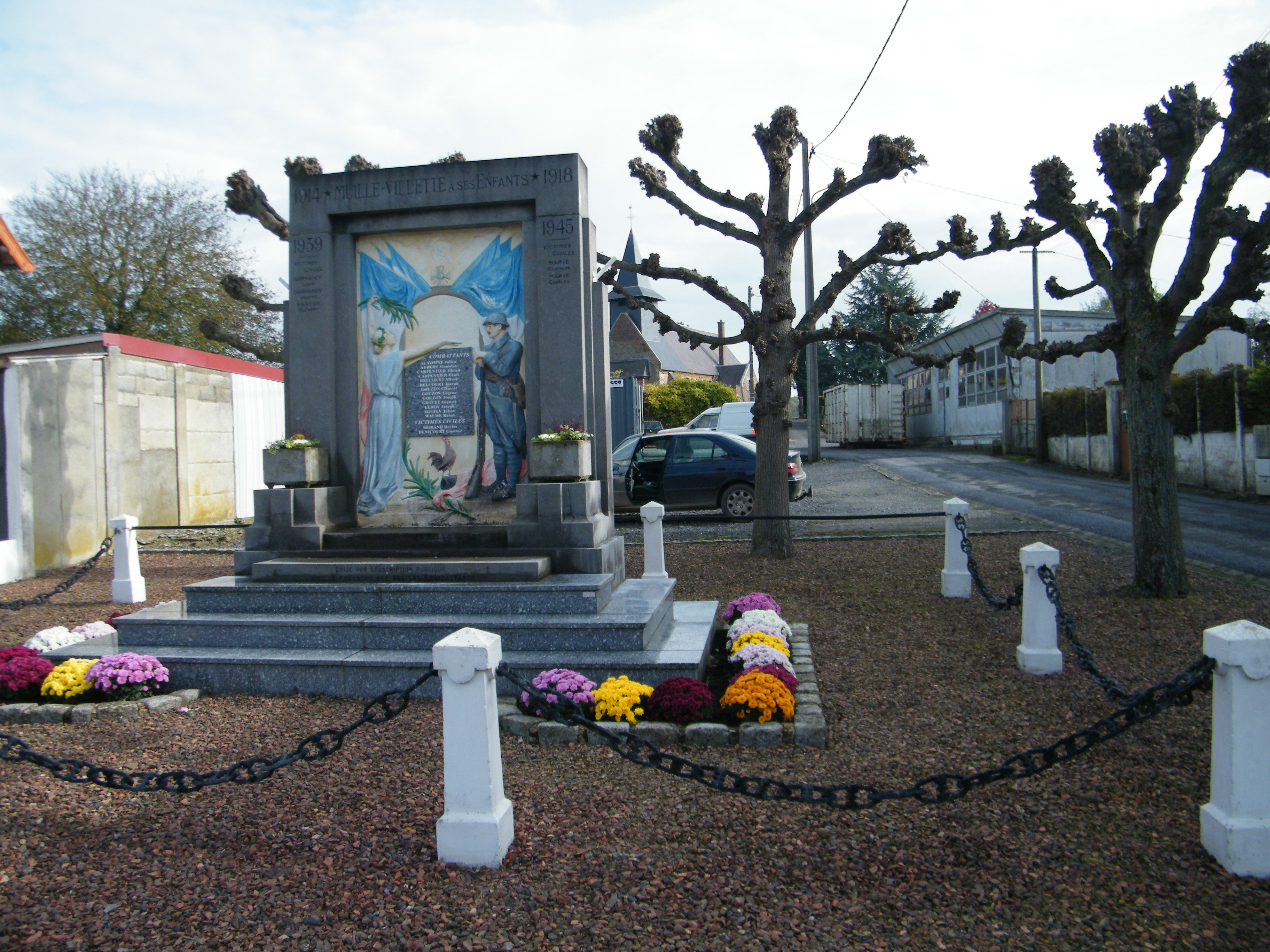
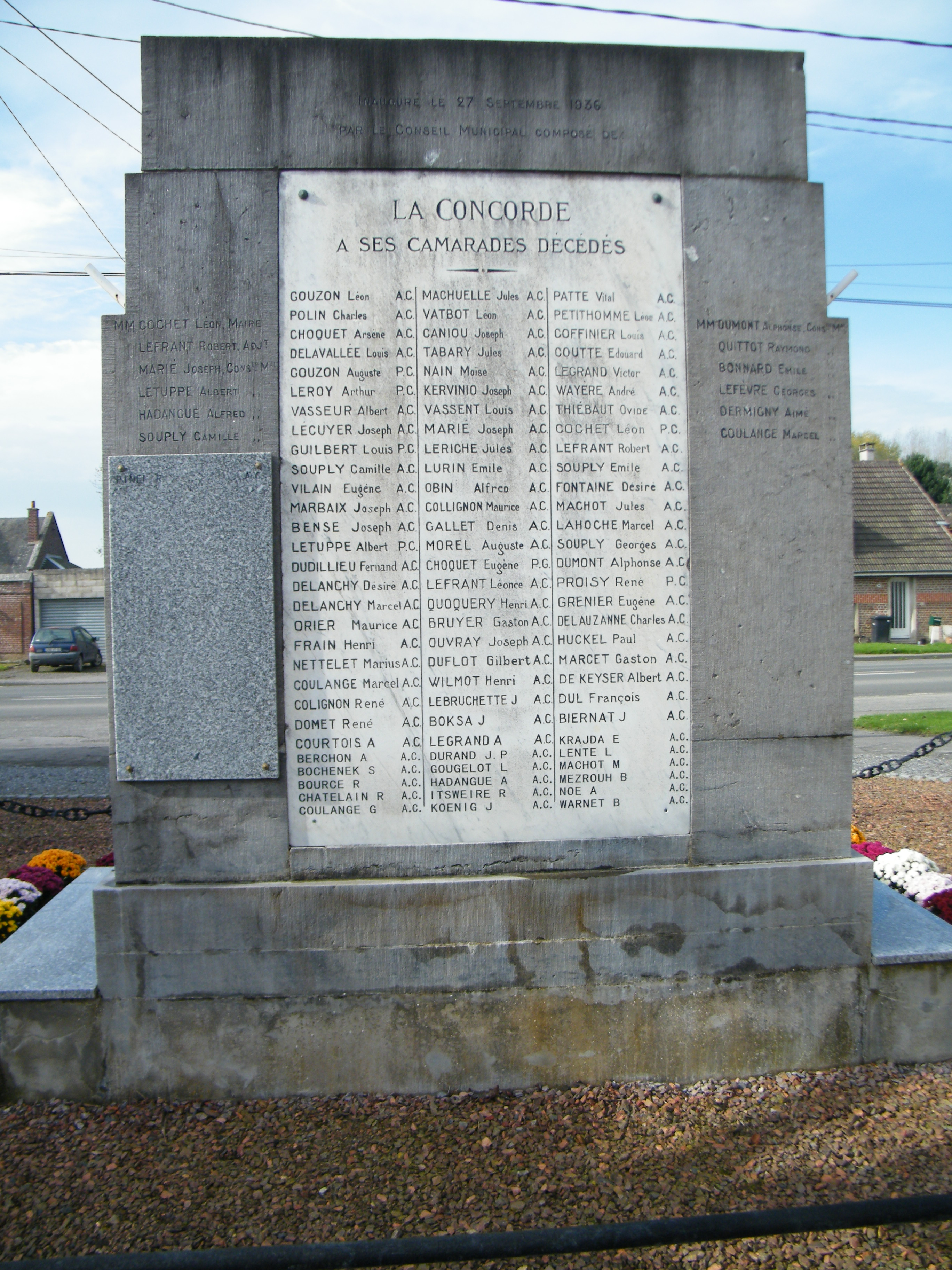
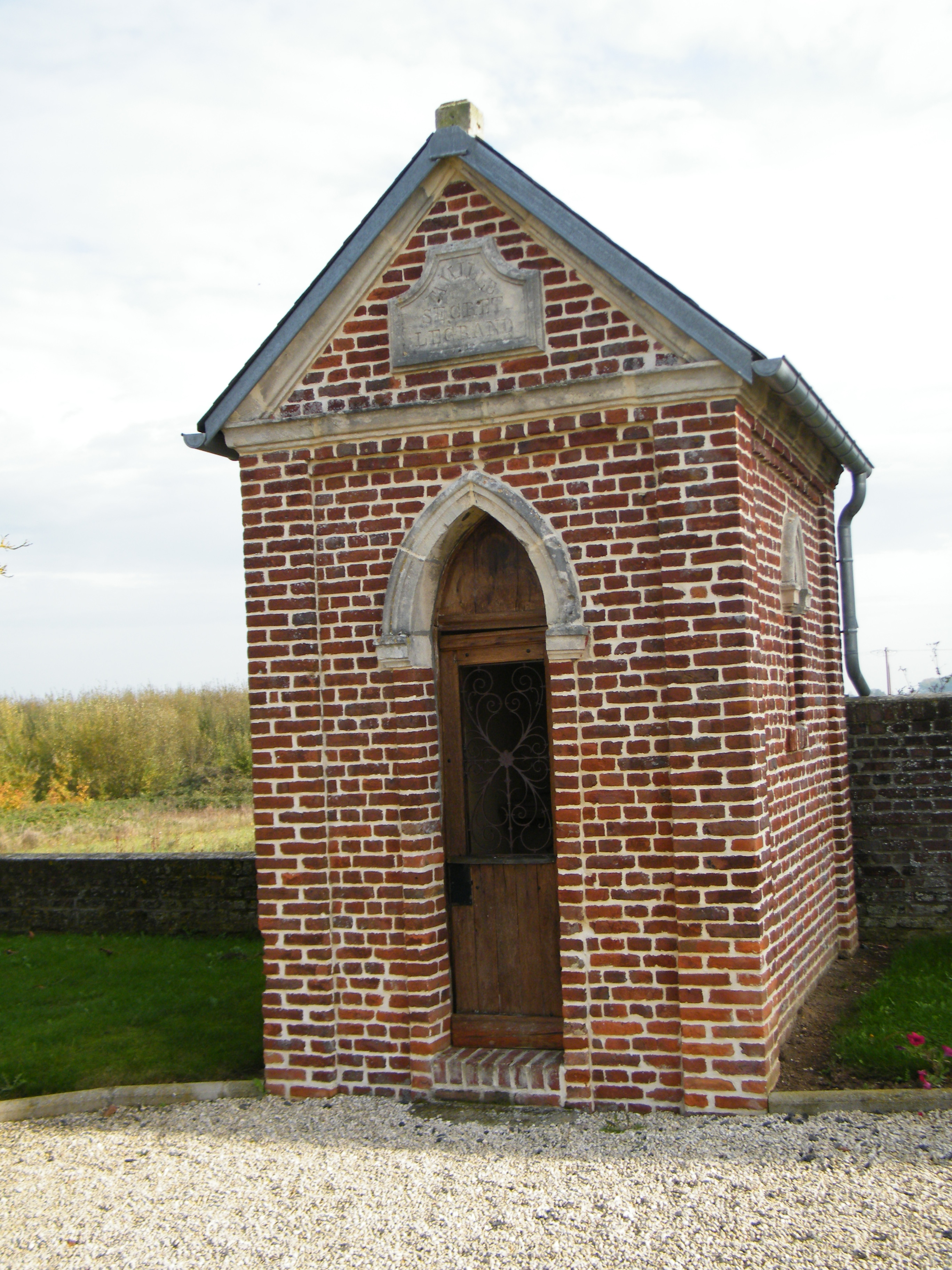

## Népesség
A település népességének változása:
| Lakosok száma | 836  | 825  | 843  | 831  | 839  | 851  | 831  | 810  | 790  |
|               | 2013 | 2015 | 2016 | 2017 | 2018 | 2019 | 2020 | 2021 | 2022 |